# Ugrinovci (Gornji Milanovac)
Ugrinovci (em cirílico: Угриновци) é uma vila da Sérvia localizada no município de Gornji Milanovac, pertencente ao distrito de Moravica, na região de Šumadija. A sua população era de 373 habitantes segundo o censo de 2011.

## Demografia
| 1948 | 1953 | 1961 | 1971 | 1981 | 1991 | 2002 | 2011 |
| ---- | ---- | ---- | ---- | ---- | ---- | ---- | ---- |
| 1007 | 1054 | 939  | 823  | 716  | 574  | 480  | 373  |